# Nuestra película
Nuestra película es una película documental colombiana de 1992 dirigida y escrita por Luis Ospina. Se trata de una película biográfica del famoso pintor colombo alemán Lorenzo Jaramillo, en la que el artista confiesa que padece la enfermedad del sida y relata aspectos destacados tanto de su carrera como de su vida personal. La cinta se grabó en diciembre de 1991, dos meses antes del fallecimiento de Jaramillo, el 21 de febrero de 1992. Luis Ospina, director de la cinta, fue el encargado de entrevistar al pintor a lo largo del documental. Además de la entrevista, el documental es reforzado con algunos fragmentos musicales y de películas y con un vídeo de 1990 en el que aparece Jaramillo en buen estado de salud.